# Hr.Ms. O 11 (1926)
De Hr.Ms. O 11 was een Nederlandse onderzeeboot van de O 9-klasse. De O 11 werd gebouwd door scheepswerf Fijenoord uit Schiedam. De O 11 was enkele maanden eerder afgebouwd dan de zusterboot de O 10. Het schip maakte tijdens de jaren twintig tweemaal een oefentocht naar de Oostzee. Vlak voor het uitbreken van de Tweede Wereldoorlog zonk die onderzeeboot als gevolg van een aanvaring met een bewakingsvaartuig. Tijdens de Duitse aanval op Nederland in 1940 lag de O 11, als gevolg van deze aanvaring, in onderhoud en viel zodanig in Duitse handen. Doordat de reparatie vertraagd werd heeft het schip nooit dienstgedaan bij de Kriegsmarine.

## De O 11 voor de Tweede Wereldoorlog
In 1926 reisde de O 11 samen met de O 9, de Tromp, de Jacob van Heemskerck, de Z 7 en Z 8 naar de Oostzee. Tijdens deze tocht deden de schepen de havens van Kiel, Göteborg en Trondheim aan. In 1927 maakte de O 11 wederom een tocht naar de Oostzee. Deze keer samen met de O 10, de Hertog Hendrik, de Z 5, de Z 6, de Z 7 en de Z 8. Het eskader deed tijdens deze tocht Noorwegen aan en oefende in de Oostzee.
Op 29 augustus 1939 werden de Nederlandse troepen gemobiliseerd. De O 11 werd samen met de O 9 en de O 10 ingedeeld bij de kustdivisie. Die kustdivisie vormde het aanvallende deel van de Nederlandse kustverdediging. Op 6 maart 1940 botste de O 11 met de BV 3 in de haven van Den Helder. Door deze botsing zonk de O 11 en kwamen drie bemanningsleden om het leven. De O 11 werd enkele dagen later gelicht.

## De O 11 tijdens de Tweede Wereldoorlog
Tijdens de Duitse aanval op Nederland in 1940 was de O 11 nog steeds in onderhoud. Om te voorkomen dat de O 11 in Duitse handen viel werd het schip onklaar gemaakt en tot zinken gebracht. Na de Nederlandse overgave werd de O 11 door de Duitsers gelicht en die besloten om het schip te repareren. Het Nederlandse personeel dat de O 11 moest repareren kon de reparatie zo vertragen dat het veel langer duurde dan gepland. De O 11 werd dan ook tijdens de bezetting nooit in Duitse dienst genomen. In september 1944 zonk de Kriegsmarine de O 11 af voor de ingang van de haven van Den Helder.

## De O 11 na de Tweede Wereldoorlog
Pas op 10 december 1947 werd de O 11 gelicht en daarna samen met andere wrakken uit de Helderse haven verkocht voor de sloop.

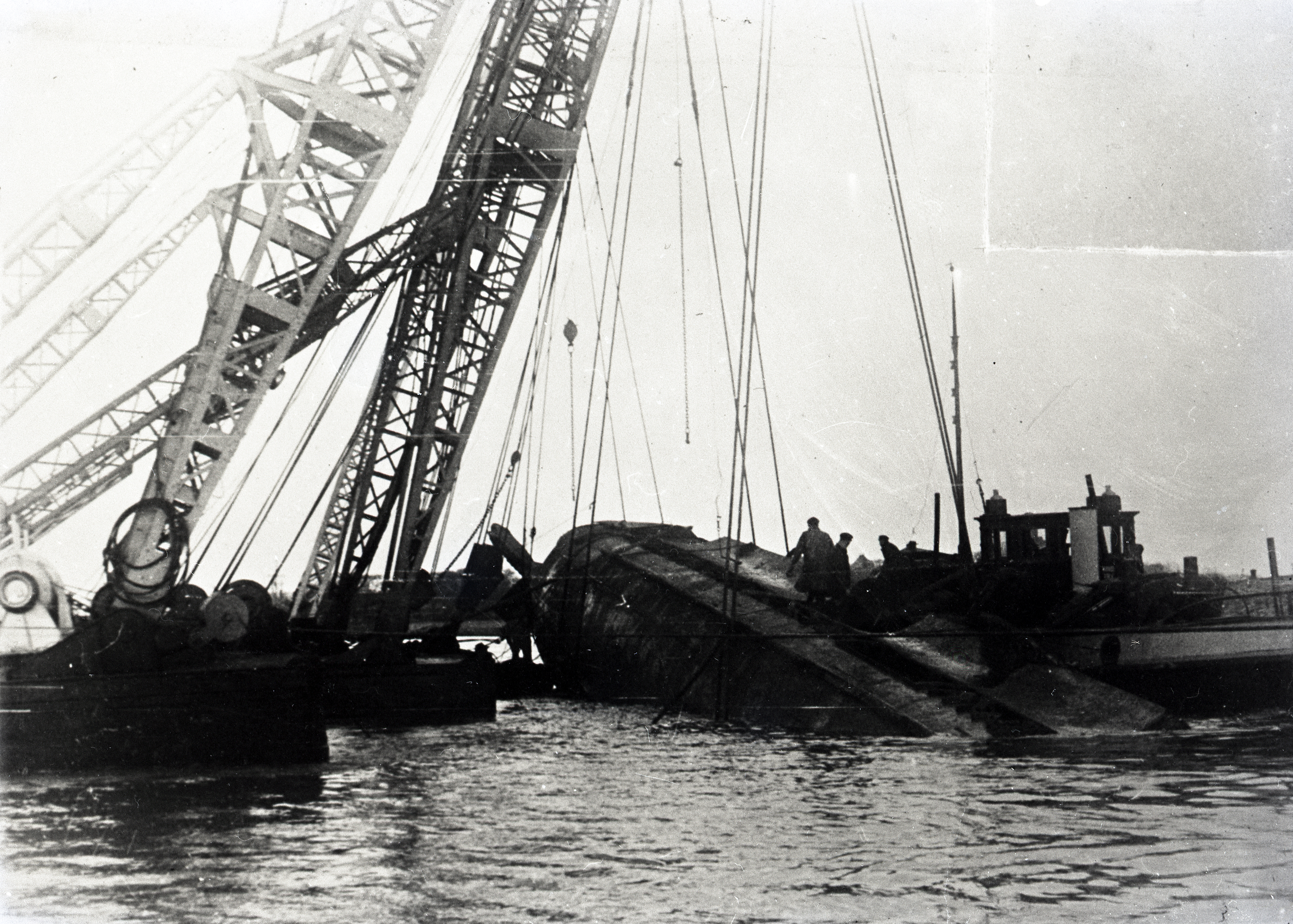
Lichting van de O 11